# Albin Vidović
Albin Vidović (Zágráb, 1943. február 11. – Belovár, 2018. március 8.) olimpiai és világbajnok jugoszláv válogatott horvát kézilabdázó.

## Pályafutása
1960 és 1975 között a Partizan Bjelovar játékosa volt. 1963 és 1973 között 44 alkalommal szerepelt a jugoszláv válogatottban és 48 gólt szerzett. Az 1964-es csehszlovákiai világbajnokságon aranyérmes lett a válogatottal. Az 1972-es müncheni olimpián az olimpiai bajnok csapat tagja volt.

## Sikerei, díjai
- Olimpiai játékok
  - aranyérmes: 1972, München
- Világbajnokság
  - aranyérmes: 1964, Csehszlovákia